# Wasilij Prochwatiłow
Wasilij Timofiejewicz Prochwatiłow (ros. Василий Тимофеевич Прохватилов, ur. 12 czerwca 1902 we wsi Michajłowka w Obwodzie Wojska Dońskiego, zm. 1983) – radziecki działacz partyjny i państwowy.

## Życiorys
W latach 1920-1924 pracował w okręgowym komitecie aprowizacyjnym w Ust'-Miedwiedickiej (obecnie Sierafimowicz), 1924-1928 kierował Wydziałem ds. Podatku Rolnego i był pomocnikiem inspektora finansowego i inspektorem finansowym - rewizorem ds. podatków Okręgowego Oddziału Finansowego w Ust'-Miedwiedickiej. Od 1927 należał do WKP(b), 1928-1930 był inspektorem podatkowym Chopiorskiego Okręgowego Oddziału Finansowego, 1930-1931 kierownikiem Aleksiejewskiego Rejonowego Oddziału Finansowego, a 1931-1932 sekretarzem komitetu WKP(b) sowchozu zbożowego "AMO" w rejonie nowoanninskim w Kraju Dolnowołżańskim. W 1932 był kierownikiem wydziału Komitetu Wykonawczego Nowoanninskiej Rady Rejonowej, 1932-1933 zarządcą rejonowego oddziału Banku Rolnego w Nowoanninskim, 1933-1934 zastępcą przewodniczącego Komitetu Wykonawczego Nowoanninskiej Rady Rejonowej, a 1934-1937 pomocnikiem i zastępcą szefa Wydziału Politycznego Sowchozu Zbożowego "AMO" w rejonie nowoanninskim. W latach 1937–1938 był przewodniczącym Komitetu Wykonawczego Nowoanninskiej Rady Rejonowej, 1938-1939 sekretarzem nowoanninskiego rejonowego komitetu WKP(b), 1939-1940 III sekretarzem, a od 1940 do 6 grudnia 1940 II sekretarzem Komitetu Obwodowego WKP(b) w Stalingradzie (obecnie Wołgograd). Od 6 grudnia 1946 do stycznia 1949 był I sekretarzem Komitetu Obwodowego WKP(b) w Stalingradzie, 1950 inspektorem KC WKP(b), 1950-1953 przewodniczącym Rady ds. Kołchozów przy Radzie Ministrów ZSRR na Kraj Krasnodarski, a 1953-1960 kierownikiem Obwodowego Oddziału Gospodarki Komunalnej w Stalingradzie, 1960 przeszedł na emeryturę. Został odznaczony dwoma Orderami Czerwonego Sztandaru Pracy.